# Svazek nepřátelské osoby
Svazek nepřátelské osoby nebo spis nepřátelské osoby byl spis vedený Státní bezpečností (StB) ke shromažďování písemností na osobu nebo skupinu osob, která svým jednáním nebo politickými postoji ohrozila nebo by mohla ohrozit vnitřní řád a bezpečnost komunistického státu.
Nepřátelé byli definováni a kategorizováni například ve směrnicích pro rozpracování, pozorování a evidenci tzv. bývalých lidí, které byly vydány rozkazem ministra vnitra Rudolfa Baráka z 3. ledna 1959. Pojem bývalí lidé se v terminologii StB vyskytoval od počátku padesátých let, ale teprve tímto rozkazem se začal používat oficiálně. Již v roce 1960 dosahoval počet evidovaných "bývalých lidí" celostátně téměř sta tisíc.
Bývalí lidé zahrnovali různě zaměřené seznamy osob vytvořených z obyvatel Československa a díky této skutečnosti existovalo několik
podkategorií:
1. velkokapitalisté (majitelé továren, velkoobchodníci, velkostatkáři, majitelé bank apod.) a bývalý managment a technická inteligence (ředitelé a buržoazní odborníci v továrnách)
2. bývalí zástupci zahraničních podniků v Československu
3. střední a větší rolníci (kulaci)
4. lépe situovaní živnostníci
5. vyšší úředníci státního aparátu a vybraní bývalí příslušníci prvorepublikové armády, policie a četnictva a bývalí spolupracovníci bezpečnostních složek,
6. političtí nepřátelé
7. představitelé církve
8. již potrestaní nepřátelé režimu
9. osoby, které se navrátily ze zahraničí
10. vybrané kategorie kriminálních zločinců

Zařazení do evidence bývalých lidí neznamenalo zahájení aktivního vyšetřování, nicméně přinášelo aktuální přehled o činnostech zaevidované osoby. Význam tohoto označení byl však poznatelný i v běžném životě, nedostupnými
záležitostmi se jim stalo jmenování do odpovědných funkcí v hospodářském a státním sektoru a jejich potomkům byl ztížen přístup ke studiu na školách.
Tzv. "vnitřní nepřítel" pro StB existoval trvale. Měnilo se ale jeho složení. Některé sociální skupiny nepřátel byly Státní bezpečností brány jako méně nebezpečné - jejich protagonisté stárli nebo byli postupem času a působením StB demoralizováni.
Díky politickému a společenskému vývoji se objevovaly nové skupiny skutečných či domnělých nepřátel. Pro StB nehrála primárně roli reálná nebezpečnost, ale příslušnost k určitým rizikovým skupinám obyvatel.
Důsledkem evidence bylo systematické pozorování nebo i aktivní "agenturně operativní rozpracování" statisíců občanů. V roce 1964 byl projekt podroben kritice nového vedení ministerstva vnitra, "bývalí lidé" byli přejmenováni
na méně konfliktní "nepřátelské osoby" a přijata zásada diferenciace při zaevidovávání.
Při zařazování do evidence mělo být přihlíženo k "třídním hlediskům" a poznatkům o
konkrétní negativní činnosti či postojích evidovaného. "Nepřátelské osoby" byly nyní
rozděleny do čtyř kategorií nebezpečnosti. Přehled důvodů pro evidenci se ale podstatně
nezměnil. V době Pražského jara 12. května 1968 došlo ke zrušení evidence.
Po zahájení normalizace se opět začaly nepřátelské osoby evidovat a rozpracovávat nařízením federálního ministerstva vnitra z 30. září 1970: "Útvary státní bezpečnosti musí proto v tomto směru uskutečňovat vyhledávaní a prověřování osob nepřátelsky zaměřených proti politice strany a státu a tyto osoby evidovat."
Rozkaz byl opětovně přepracován ministrem Obzinou v roce 1978